# 대한민국 민법 제732조
대한민국 민법 제732조는 화해의 창설적효력에 대한 민법 채권법 각칙의 조문이다.

## 조문
{{인용문|제732조(화해의 창설적효력) 화해계약은 당사자 일방이 양보한 권리가 소멸되고 상대방이 화해로 인하여 그 권리를 취득하는 효력이 있다.
第732條(和解의 創設的效力) 和解契約은 當事者 一方이 讓步한 權利가 消滅되고 相對方이 和解로 因하여 그 權利를 取得하는 效力이 있다.

## 참고 문헌
- 오현수, 일본민법, 진원사, 2014. ISBN 9788963463452
- 오세경, 대법전, 법전출판사 , 2014 ISBN 9788926210277
- 이준현 , LOGOS 민법 조문판례집, 미래가치, 2015. ISBN 9791155020869

## 같이 보기
- 화해